# Memoriał Ryszarda Nieścieruka
Memoriał im. Ryszarda Nieścieruka – turniej żużlowy poświęcony pamięci tragicznie zmarłego trenera-menedżera wrocławskiej drużyny Ryszarda Nieścieruka, głównego autora jej największych sukcesów w pierwszej połowie lat 90. Zmarł tragicznie 14 lipca 1995 na zawał serca, jadąc do Czech po części do motocykli swoich zawodników.

## Zasady
Od początku zawody rozgrywane był według różnych systemów biegowych, zarówno w formie turniejów indywidualnych jak i drużynowych.

## Wyniki
| Nr Turnieju                 | Data                 | 1 miejsce                              | 2 miejsce                                 | 3 miejsce                    |
| --------------------------- | -------------------- | -------------------------------------- | ----------------------------------------- | ---------------------------- |
| 1 wyniki                    | 7 października 1995  | Henrik Gustafsson Polonia Bydgoszcz    | Rafał Dobrucki Polonia Piła               | Dariusz Śledź Sparta Wrocław |
| 2 wyniki                    | 19 października 1996 | WTS Wrocław                            | GKM Grudziądz                             | Polonia Bydgoszcz            |
| 3 wyniki                    | 18 października 1997 | Hans Nielsen Polonia Piła              | Tony Rickardsson Stal Gorzów Wielkopolski | Tommy Knudsen WTS Wrocław    |
| 4 wyniki                    | 24 października 1998 | Sebastian Ułamek Włókniarz Częstochowa | Piotr Świst Stal Rzeszów                  | Piotr Baron WTS Wrocław      |
| 5 wyniki                    | 23 października 1999 | Robert Sawina Start Gniezno            | Sebastian Ułamek Wybrzeże Gdańsk          | Adam Pawliczek RKM Rybnik    |
| 6 wyniki                    | 21 października 2000 | Piotr Protasiewicz Polonia Bydgoszcz   | Piotr Winiarz WTS Wrocław                 | Robert Dados GKM Grudziądz   |
| 7 wyniki                    | 20 października 2001 | Sebastian Ułamek WTS Wrocław           | Robert Dados WTS Wrocław                  | Piotr Winiarz Stal Rzeszów   |
| 8 wyniki                    | 6 października 2002  | Piotr Protasiewicz Polonia Bydgoszcz   | Sebastian Ułamek Unia Leszno              | Piotr Winiarz Stal Rzeszów   |
| Nie rozgrywano w roku 2003. |                      |                                        |                                           |                              |
| 9 wyniki                    | 23 października 2004 | Sławomir Drabik WTS Wrocław            | Krzysztof Słaboń WTS Wrocław              | Tomasz Jędrzejak WTS Wrocław |
| 10 wyniki                   | 15 października 2005 | Dariusz Śledź Stal Rzeszów             | Krzysztof Słaboń WTS Wrocław              | Tomasz Gapiński WTS Wrocław  |